# Nicholas Kazan
Nicholas Kazan (* 30. November 1945 in New York City) ist ein US-amerikanischer Dramaturg, Drehbuchautor, Filmregisseur und Filmproduzent.

## Leben
Nicholas Kazan wurde als Sohn des Autorenfilmers Elia Kazan und von Molly Day Thatcher geboren. Kazan wuchs mit seinen beiden Schwestern, Bruder und Halbbruder in Connecticut auf. Er studierte von 1964 bis 1968 am Swarthmore College. Anschließend zog er nach San Francisco, um als Autor für Theaterstücke zu arbeiten. Nachdem Kazan bereits Drehbücher für Filme wie Frances, Auf kurze Distanz und Patty schrieb, war es eine Romanadaption für das Drama Die Affäre der Sunny von B. mit der er 1991 mit einer Oscarnominierung für das Beste adaptierte Drehbuch seinen bisher größten Erfolg hatte.
Nicholas Kazan ist seit 1984 mit der Regisseurin Robin Swicord verheiratet und hat mit ihr eine gemeinsame Tochter, die Schauspielerin Zoe Kazan.

## Werke (Auswahl)
- 2011: Mlle. God

## Filmografie (Auswahl)
- 1977: 1988: The Remake
- 1982: Frances
- 1984: Impulse – Stadt der Gewalt (Impulse)
- 1986: Auf kurze Distanz (At Close Range)
- 1988: Patty (Patty Hearst)
- 1989: The Edge
- 1990: Die Affäre der Sunny von B. (Reversal of Fortune)
- 1991: Die wahren Bosse – Ein teuflisches Imperium (Mobsters)
- 1994: Nightmare Lover (Dream Lover)
- 1996: Matilda
- 1998: Dämon – Trau keiner Seele (Fallen)
- 1998: Homegrown
- 1999: 8mm – Acht Millimeter (8MM)
- 1999: Der 200 Jahre Mann (Bicentennial Man)
- 2002: Genug – Jeder hat eine Grenze (Enough)

## Auszeichnungen (Auswahl)
Oscar
- 1991: Nominierung für das Beste adaptierte Drehbuch mit Die Affäre der Sunny von B.

Golden Globe Award
- 1991: Nominierung für das Beste Filmdrehbuch mit Die Affäre der Sunny von B.

Los Angeles Film Critics Association Awards
- 1990: Auszeichnung für das Beste Filmdrehbuch mit Die Affäre der Sunny von B.